# 三帝同盟
三帝同盟（さんていどうめい、ドイツ語: Dreikaiserbund、ロシア語: Союз трёх императоров）は、19世紀に、ドイツ帝国がオーストリア＝ハンガリー帝国およびロシア帝国との間に結んだ同盟。独墺露同盟ともいい、ドイツ首相オットー・フォン・ビスマルクの提唱により1873年に締結され、1882年締結の三国同盟（独墺伊同盟とも）、1887年の独露再保障条約と並ぶビスマルク体制の支柱であった。「三帝協定」などの訳語もある。

## 概要

### 三帝同盟
同盟国はドイツ・オーストリア・ロシアの3カ国。フランスの包囲・孤立を目的として発足した。三国とも君主が皇帝を称していた（独皇帝ヴィルヘルム1世・墺皇帝フランツ・ヨーゼフ1世・露皇帝アレクサンドル2世）。そのため三帝同盟と呼ばれる。しかしこの同盟はバルカン半島を巡る露墺間の対立から発足当初から足並みがそろわず、1878年のベルリン会議を機に事実上解消され、1879年の独墺同盟（ロシアへの対抗を意味する）の成立に及んで独露関係は冷却した。

### 三帝協商
しかしその後、大国間の勢力均衡崩壊を恐れたビスマルクは1881年二国間の勢力調整をした上で再度三国間の三帝協商（「三帝同盟」とも）を発足させるが、そこでもロシア中心の汎スラヴ主義とオーストリア中心の汎ゲルマン主義の対立が消える事はなかった。1887年、ブルガリアの君主に親オーストリアと見られていたフェルディナントが即位すると、三帝同盟はロシアの更新拒否により解消された。露仏接近を恐れたビスマルクは、同年独露再保障条約を締結し、この条約は1890年まで存続した。1890年、この条約の満期に当たり、ロシア側では更新を望んだが、ビスマルク引退後のドイツはこの更新を拒絶、まもなくロシアはフランスと露仏同盟を結ぶ。こうしてビスマルク体制は崩壊を始め、最終的に第一次世界大戦に至るのである。